# Colonia del Sol
Colonia del Sol är en ort i Mexiko.   Den ligger i kommunen Jalpa och delstaten Zacatecas, i den centrala delen av landet, 500 km nordväst om huvudstaden Mexico City. Colonia del Sol ligger 1 445 meter över havet och antalet invånare är 165.
Terrängen runt Colonia del Sol är kuperad åt sydväst, men åt nordost är den platt. Runt Colonia del Sol är det ganska glesbefolkat, med 26 invånare per kvadratkilometer. Närmaste större samhälle är Jalpa, 2,3 km öster om Colonia del Sol. I omgivningarna runt Colonia del Sol växer huvudsakligen savannskog.